# Distrito electoral de South Jacksonville n.º 1
South Jacksonville No. 1 (en inglés: South Jacksonville No. 1 Precinct) es un distrito electoral ubicado en el condado de Morgan en el estado estadounidense de Illinois. En el Censo de 2010 tenía una población de 881 habitantes y una densidad poblacional de 1.053,11 personas por km².

## Geografía
South Jacksonville No. 1 se encuentra ubicado en las coordenadas 39°42′43″N 90°13′14″O / 39.71194, -90.22056. Según la Oficina del Censo de los Estados Unidos, South Jacksonville No. 1 tiene una superficie total de 0.84 km², de la cual 0.69 km² corresponden a tierra firme y (17.96%) 0.15 km² es agua.

## Demografía
Según el censo de 2010, había 881 personas residiendo en South Jacksonville No. 1. La densidad de población era de 1.053,11 hab./km². De los 881 habitantes, South Jacksonville No. 1 estaba compuesto por el 96.59% blancos, el 0.91% eran afroamericanos, el 0% eran amerindios, el 0.11% eran asiáticos, el 0% eran isleños del Pacífico, el 0.79% eran de otras razas y el 1.59% pertenecían a dos o más razas. Del total de la población el 1.25% eran hispanos o latinos de cualquier raza.